# Phygadeuon pallicarpus
Phygadeuon pallicarpus là một loài tò vò trong họ Ichneumonidae.